# Raised on Rock
Raised on Rock / For Ol' Times Sake é o décimo nono álbum de estúdio do cantor e músico Elvis Presley, lançado em 1973. Juntamente com o álbum Elvis, foi lançado após o enorme sucesso de Aloha From Hawaii (embora todo o álbum de Elvis contivesse material gravado antes do show de Aloha). O álbum vendeu mais de um milhão de cópias em todo o mundo.
Raised on Rock contém duas canções da dupla "Leiber/Stoller", dois dos compositores mais conhecidos da carreira de Elvis, que compuseram entre outras, "Jailhouse Rock" e "Hound Dog", as canções presentes neste trabalho são "If You Don't Come Back" e "Three Corn Patches".

## Faixas

### Versão original
| Lado Um |                             |                        |         |  |
| N.º     | Título                      | Data de gravação       | Duração |  |
| 1.      | "Raised on Rock"            | 23 de julho de 1973    | 2:40    |  |
| 2.      | "Are You Sincere"           | 23 de setembro de 1973 | 2:01    |  |
| 3.      | "Find Out What's Happening" | 23 de julho de 1973    | 2:31    |  |
| 4.      | "I Miss You"                | 23 de setembro de 1973 | 2:14    |  |
| 5.      | "Girl of Mine"              | 24 de julho de 1973    | 3:38    |  |

| Lado Dois |                          |                     |         |  |
| N.º       | Título                   | Data de gravação    | Duração |  |
| 1.        | "For Ol' Times Sake"     | 23 de julho de 1973 | 3:37    |  |
| 2.        | "If You Don't Come Back" | 21 de julho de 1973 | 2:31    |  |
| 3.        | "Just a Little Bit"      | 21 de julho de 1973 | 2:33    |  |
| 4.        | "Sweet Angeline"         | 25 de julho de 1973 | 3:02    |  |
| 5.        | "Three Corn Patches"     | 21 de julho de 1973 | 2:46    |  |